# Vitamini
Vitamini su esencijalni nutrijenti koje ljudsko tijelo ne može sintetizirati i mora ih uzimati putem hrane. Vitamini nastaju u biljkama uz pomoć sunca i/ili u bakterijama; u nekim slučajevima mogu nastati u ljudskom ili životinjskom organizmu.
Postoji 40-ak različitih tvari poznatih kao esencijalni nutrijenti u čovjekovoj prehrani. Od tih 40-ak 13 ih je prepoznato kao vitamini, 15 ih je prepoznato kao esencijalni minerali, minerali u tragovima ili elektroliti. Ostalih 12 čine aminokiseline te esencijalne masne kiseline.
Ime, vitamin, dao je poljski biokemičar Kazimir Funk 1912. godine. izolirajući kristalnu tvar iz riže. Vita latinski znači život, -amin znači Amin; mislilo se da vitamini pripadaju aminima, što naravno nije točno, ali je ime ostalo do dan danas.
Vitamini se dijele u dvije osnovne skupine:
- Vitamini topljivi u vodi
- Vitamini topljivi u mastima

## Vitamini topljivi u vodi
U ovu skupinu spadaju vitamini B-kompleksa i vitamin C. Ovi vitamini se vrlo lako apsorbiraju direktno kroz gastrointestinalni trakt u krv. Kada se apsorbiraju, cirkuliraju kroz tijelo i spremni su za potrebe organizma. Većina vitamina topljivih u vodi nije pohranjena u tijelu u većim količinama kroz duži period. Određena iznimka je vitamin B12 koji se može deponirati u tijelu, najvećim dijelom u jetri. Kad koncentracija u serumu pređe određenu količinu, tijelo ih izbacuje van preko urina. U tim trenucima urin je bijele boje, za razliku od normalne žute boje urina.
- Vitamin B1 (Tiamin)
- Vitamin B2 (Riboflavin)
- Vitamin B3 (Niacin)
- Vitamin B5 (Pantotenska kiselina)
- Vitamin B6 (Piridoksin)
- Vitamin B7 (Biotin)
- Vitamin B9 (Folat)
- Vitamin B12 (Kobalamin)
- Vitamin C (Askorbinska kiselina)

## Vitamini topljivi u mastima
Ovi vitamini potrebuju dodatne tvari, emulgatore, kako bi se mogli pretvoriti u kemijski spoj koji se može apsorbirati u krv. Kada je apsorbiran, vitamin topljiv u mastima putuje do mjesta u tijelu gdje se posprema za potrebe organizma. Najveće skladište vitamina topljivih u mastima je kod čovjeka i drugih životinja jetra. Kada neki dio organizma treba vitamine, preuzima ih iz cirkulacije u krvi. Vitamini cirkuliraju u krvi putem specijalnih proteina nosača i tako dolaze do mjesta gdje ih tkiva i stanice preuzimaju za svoje potrebe.
- Vitamin A
- Vitamin D
- Vitamin E
- Vitamin K

## Uloga vitamina u organizmu
Vitamini su spojevi koje unosimo iz vanjskih izvora, s svojim djelovanjem neophodni su za odvijanje barem jednog vitalnog procesa u ljudskom tijelu. Sudjeluju u kemijskim reakcijama staničnog metabolizma kao ključni kofaktori. 
Zbog toga što su esencijalni a tijelo ih ne može proizvesti samo, potrebno ih je unositi iz vanjskih izvora, najbolje hranom. U organizmu su potrebni u malim količinama, od nekoliko mikrograma (mcg) vitamina B12 do 60 miligrama vitamina C. U tijelu su potrebni kako bi se mogli normalno odvijati metaboličke reakcije u stanicama i tkivima. Tako vitamin C sudjeluje u preko 1000 reakcija u ljudskom metabolizmu.
Pojedini vitamini dolaze u nekoliko oblika. Primjerice, vitamin D dolazi u obliku D3 (kolekalciferol) te D2 (ergokalciferol). Vitamin A u hrani je najčešće prisutan kao beta-karoten. U tom obliku koji zovemo provitamin A, potrebna je dodatno aktivacija kako bi se provitamin pretvorio u aktivni oblik vitamina. U ovom slučaju beta-karoten prelazi u retinol, aktivni oblik vitamin A.
Vitamini često djeluju u međusobnoj interakciji, ili je jedan vitamin potreban za djelovanje drugoga. Pojedini vitamini imaju vlastite kofaktore važne za njihovo djelovanje. Primjerice, za vitamine B kompleksa to su kolin i inozitol. 
Određeni vitamini pored svoje osnovne vitaminske funkcije u metabolizmu, također imaju svojstva antioksidansa.

## Vitamini antioksidansi
Stanični metabolizam za proizvodnju energije neophodno treba kisik. U njegovu prirodnom tijeku dolazi do nastavka reaktivnih spojeva koje skupno nazivamo slobodni radikali. Za normalno funkcioniranje organizma slobodne radikale je potrebno kontinuirano neutralizirati. U tu svrhu služe antioksidansi. Najpoznatiji vitamini koji su ujedno antioksidansi su A, C, D i E:
- vitamin A (beta-karoten je provitamin iz kojeg nastaje vitamin A)
- vitamin C (djeluje zajedno s vitaminom E)
- vitamin D (može se sintetizirati pomoću sunčeve svjetlosti ili unosi iz hrane)
- vitamin E (antioksidans za lipide membrane stanice)
- vitamin K (ima ulogu u mehanizmu zgrušavanja, važan za funkciju vitamina D)

## Lažni vitamini
Ovi vitamini nisu pravi vitamini jer ne ostvaruju princip esencijalnosti. To znači da istraživanja nisu dokazala kako su neophodni za neki životno važan proces u ljudskom tijelu da bi bili esencijalni. Zato su odbačeni kao spojevi koji imaju vitaminska svojstva. Pojedini alternativni autori su zagovornici njihova vitaminskog značaja, međutim ne postoje znanstveni dokazi niti istraživanja koja mogu potkrijepiti njihova uvjerenja. Često su ih u drugoj polovici 20. stoljeća eksploatirali marketinški stručnjaci. Ponekad se još imenuju paravitamini ili lažni vitamini:
- Vitamin T
- Vitamin U
- Vitamin B13 (orotska kiselina)
- Vitamin B15 (pangamična kiselina)
- Vitamin B17 (laetril, amigdalin)

## Vanjske poveznice
- Vitamini Hrvatska tehnička enciklopedija, portal hrvatske tehničke baštine. LZMK